# Distretto di Balama
Il distretto di Balama è un distretto del Mozambico di 126.116 abitanti, che ha come capoluogo Balama.

## Geografia antropica

### Suddivisioni amministrative
Il distretto è suddiviso in quattro sottodistretti amministrativi (posti amministrativi) (Balama, Impiiri, Kuékué e Mavala), con le seguenti località:
- Sottodistretto di Balama:
  - Balama
  - Muripa
  - Ntete
- Sottodistretto di Impiiri:
  - Namara
  - Savaca
- Sottodistretto di Kuékué:
  - Jamira
  - Tauane
- Sottodistretto di Mavala:
  - Mavala
  - Mpaka

| Controllo di autorità | VIAF (EN) 131536141 · LCCN (EN) n99907691 · J9U (EN, HE) 987007499068105171 |